# Voorhees Township
Voorhees Township ist ein Township im Camden County von New Jersey in den Vereinigten Staaten. Das U.S. Census Bureau ermittelte bei der Volkszählung 2020 eine Einwohnerzahl von 31.069.
Die Gemeinde bildet eine Vorstadt von Philadelphia in der Metropolregion Delaware Valley.

## Geschichte
Voorhees Township wurde am 1. März 1899 durch ein Gesetz der Legislative von New Jersey aus Teilen von Waterford Township als Township gegründet. Teile des Townships wurden am 8. März 1924 in Gibbsboro eingegliedert.
Das Township ist nach Foster McGowan Voorhees benannt, dem Gouverneur von New Jersey, der seine Gründung genehmigte.

## Demografie
Laut einer Schätzung von 2019 leben in Voorhees Township 29.175 Menschen. Die Bevölkerung teilt sich im selben Jahr auf in 65,4 % Weiße, 10,3 % Afroamerikaner, 0,5 % amerikanische Ureinwohner, 19,5 % Asiaten und 3,2 % mit zwei oder mehr Ethnizitäten. Hispanics oder Latinos aller Ethnien machten 4,8 % der Bevölkerung aus. Das mittlere Haushaltseinkommen lag bei 98.906 US-Dollar und die Armutsquote bei 7,8 %.
| Bevölkerungsentwicklung Bei den Daten handelt es sich um Volkszählungsergebnisse. | Bevölkerungsentwicklung Bei den Daten handelt es sich um Volkszählungsergebnisse. | Bevölkerungsentwicklung Bei den Daten handelt es sich um Volkszählungsergebnisse. | Bevölkerungsentwicklung Bei den Daten handelt es sich um Volkszählungsergebnisse. | Bevölkerungsentwicklung Bei den Daten handelt es sich um Volkszählungsergebnisse. | Bevölkerungsentwicklung Bei den Daten handelt es sich um Volkszählungsergebnisse. | Bevölkerungsentwicklung Bei den Daten handelt es sich um Volkszählungsergebnisse. | Bevölkerungsentwicklung Bei den Daten handelt es sich um Volkszählungsergebnisse. | Bevölkerungsentwicklung Bei den Daten handelt es sich um Volkszählungsergebnisse. | Bevölkerungsentwicklung Bei den Daten handelt es sich um Volkszählungsergebnisse. |
| --------------------------------------------------------------------------------- | --------------------------------------------------------------------------------- | --------------------------------------------------------------------------------- | --------------------------------------------------------------------------------- | --------------------------------------------------------------------------------- | --------------------------------------------------------------------------------- | --------------------------------------------------------------------------------- | --------------------------------------------------------------------------------- | --------------------------------------------------------------------------------- | --------------------------------------------------------------------------------- |
| Jahr                                                                              | 1940                                                                              | 1950                                                                              | 1960                                                                              | 1970                                                                              | 1980                                                                              | 1990                                                                              | 2000                                                                              | 2010                                                                              | 2020                                                                              |
| Einwohner                                                                         | 1.450                                                                             | 1.823                                                                             | 3.784                                                                             | 6.214                                                                             | 12.919                                                                            | 24.559                                                                            | 28.126                                                                            | 29.131                                                                            | 31.069                                                                            |

## Wirtschaft
Das Versorgungsunternehmen American Water Works Company hat seinen Hauptsitz in dem Township.

## Personen
- Kelsi Dahlia (* 1994), Schwimmerin
- Tommy Paul (* 1997), Tennisspieler
- Brian Kelly (1931–2005), Schauspieler, im Ort verstorben
- Bernard Lewis (1916–2018), Historiker, im Ort verstorben